# Old ale

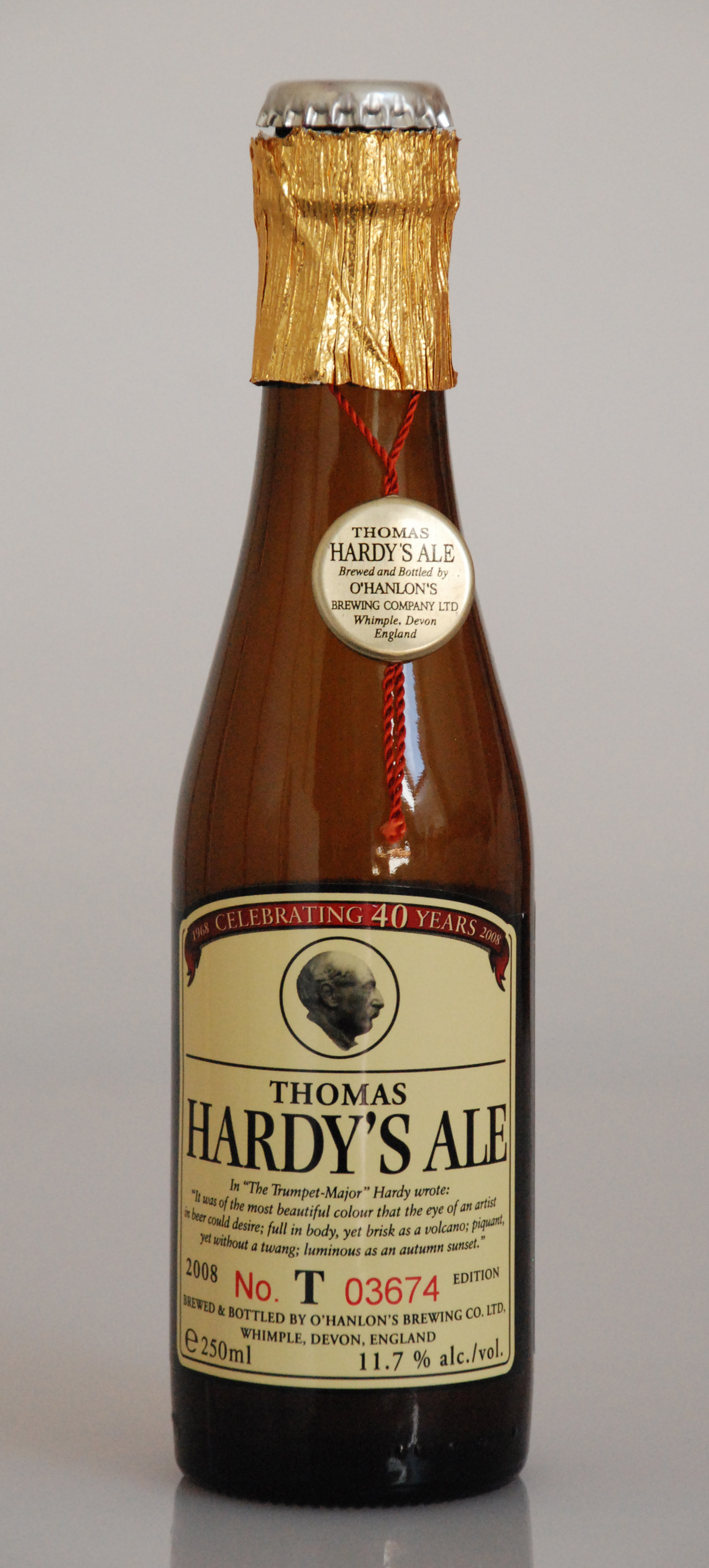
Una bottiglia di Thomas Hardy's Ale

Le old ale sono birre ad alta fermentazione che appartengono alla famiglia delle ale.

## Caratteristiche
Colore scuro, di origine inglese, tradizionalmente invecchiata un paio di anni prima del consumo. Abbastanza alcolica, con valori che variano dal 6% al 12% di alcol per volume, possiedono buon corpo e gusto strutturato.

## Alcuni esempi di old ale
- George Gale: Prize Old Ale
- Theakston's: Old Peculier
- Fuller's: Vintage Ale
- Greene King: Olde Suffolk English Ale
- O'Hanlon's: Thomas Hardy's Ale